# Джорджтаун (Кентукки)
Джорджтаун (англ. Georgetown) — город и административный центр округа Скотт в штате Кентукки, в США. Основан в 1782 году. Вначале назывался Ливаном; переименован в 1790 году в честь первого президента США Джорджа Вашингтона. Статус города носит с 1784 года. Население по переписи 2022 года составляло более 38 000 человек — 6-е место среди городов штата. Джорджтаун является частью Метропольного статистического района Лексингтон — Фейет.

## История
Коренные американцы из племени шауни жили на территории современного округа Скотт в штате Кентукки около пятнадцати тысяч лет, когда здесь появились первые европейцы; поселения индейцев стояли на берегах речки Шаблон:Uw. В июне 1774 года по этой территории прошла исследовательская экспедиция под руководством полковника Джона Флойда. За военную службу штат Вирджиния передал ему право на 4 км² в этом районе. Полковник назвал эти земли Роял-Спринг, но не устроил на них поместья. Джон Макклеллан был первым британским колонистом, поселившимся в этом районе. В 1775 году им был основан здесь хутор Макклеллан, который пришёл в запустение после нападения индейцев 29 декабря 1776 года.
В 1782 году баптистский проповедник Элайджа Крейг из округа Ориндж в штате Вирджиния привёл в это место свою общину и основал здесь новое поселение, которое назвал Ливаном. В 1784 году законодательное собрание Вирджинии утвердило за поселением статус города. В то время Вирджиния претендовала на эту территорию в соответствии со своей колониальной хартией. Крейг основал первые мануфактуры к западу от Аппалачей, вдоль Ройал-Спринг-Бранч, на которых производили ткань и бумагу. В 1789 году он также основал винокуренный завод и школу под названием Академия Риттенхаус, современный Джорджтаун-колледж.
В 1790 году название города было изменено на Джорджтаун в честь первого президента США Джорджа Вашингтона. Когда в 1792 году Кентукки стал 15-м штатом США и образовался округ Скотт, город стал административным центром округа. Официально название Джорджтаун было закреплено за ним только в 1846 году.
На территории вокруг города выращивали табак и коноплю, разводили крупный и малый рогатый скот, скаковых лошадей. Во время Гражданской войны Кентукки сражался на стороне армии Союза. Джорджтаун дважды подвергался набегам конфедератов под командованием генерала Джона Ханта Моргана: первый раз 15 июля 1862 года и второй раз 10 июля 1864 года. После Гражданской войны город стал железнодорожным узлом, через который были проложены железные дороги Южный Цинциннати, Южный Луисвилл и Франкфурт — Цинциннати; последнюю называли «дорогой виски», потому что по ней доставлялась большая часть кентуккийского бурбона на рынки вдоль реки Огайо. В 1896 году монахини-визитантки основали в Джорджтауне женскую школу, которая в 1987 году была преобразована в Кардом-центр.
В XX веке Джорджтаун находился в процессе перехода от экономики, основанной в основном на сельском хозяйстве, к экономике, сочетающей производство, малый бизнес и семейные фермы. В 1960-х годах строительство межштатной автомагистрали I-75 поставило город на одну из самых загруженных автомагистралей страны. Выбор Джорджтауна в качестве места расположения завода Toyota Motor Manufacturing Kentucky в 1985 году привёл к бурному развитию города и росту населения.

## География
Джорджтаун расположен к северу от города Лексингтон в регионе Блюграсс в штате Кентукки. По данным Бюро переписи населения США город имеет общую площадь 41 км²; всю её занимает суша.
В Джорджтауне влажный субтропический климат с тёплым летом и умеренно холодной зимой. Выпадает достаточно осадков, хотя поздние весенние и летние месяцы в городе обычно более влажные; в среднем выпадает 1150 мм.

## Население
По данным переписи 2010 года в Джорджтауне проживало 29 098 человек и 7 452 семьи, насчитывалось 10 733 домохозяйств. Плотность населения составила 709 чел./км². Насчитывалось 11 957 единиц жилья. Расовый состав населения был следующим: евроамериканцы 87,5%, афроамериканцы 7%, коренные американцы 0,3%, азиаты 1,2%, представители других рас 1,9%  и представителей двух или более рас 2,1%. Латиноамериканцы или латиноамериканцы любой расы составляли 4,3% населения.
Из 10 733 домохозяйств 38,1% имели детей в возрасте до 18 лет, проживающих с ними, 49,6% составляли супружеские пары, живущие вместе, 14,9% были одинокими женщинами и 30,6% не были семьями. 24,9% всех домохозяйств состояли из отдельных лиц, в 6,6% проживали одинокие люди в возрасте 65 лет и старше. Средний размер домохозяйства составлял 2,59 человека, средний размер семьи — 3,09 человека.
27,9% населения было моложе 18 лет, 8,3% представляли люди старше 65 лет. Средний возраст составил 31,7 года. Средний доход семьи в городе составлял 51 692 доллара США. Доход на душу населения в городе составлял 24 376 долларов США. Около 13,9% населения находилось за чертой бедности.

## Экономика
В 1988 году автомобильная компания Toyota открыла в Джорджтауне Toyota Motor Manufacturing Kentucky — свой первый завод, полностью принадлежащий США. На заводе производят автомобили Camry, Camry Hybrid, Avalon, Lexus ES и RAV4 Hybrid.

## Культура
Особняк Уорд-Холл, в котором ныне находится Фонд охраны Уорд-Холла, расположен недалеко от Джорджтауна. Уорд-Холл был летней резиденцией плантатора Юниуса Уорда. Здание представляет собой выдающееся строение периода неогреческого стиля в архитектуре Кентукки и входит в Национальный реестр исторических мест США. Ещё одним объектом списка в Джорджтауне является Исторический район Оксфорд, расположенный в деловом квартале города.
В Джорджтауне находятся Джорджтаун-колледж — частное гуманитарное высшее учебное заведение, и Кентуккийская баптистская семинария. Государственное образование в городе представлено дошкольным центром, в котором учатся дети с особыми потребностями и дети 3–5 лет из малообеспеченных семей, девятью начальными, тремя средними и двумя старшими школами. Все учебные заведения входят в Школьный округ округа Скотт. В 2010-х годах, в связи с ростом численности населения, планировалось строительство в городе средней и старшей школ. Власти решили не строить новую среднюю школу, а вместо этого расширить одну из трёх существующих, однако в 2019 году в Джорджтауне были открыты новые средняя и начальная школы. Частное школьное образование в городе представлено начальной и средней школой Святого Иоанна, начальной и средней школой — Христианская академия Провиденса и начальной школой-монтессори. В Джорджтауне действует библиотека, входящая в сесть Публичных библиотек округа Скотт.
В городе находится стадион Тойота, на котором играет команда по американскому футболу Джорджтаун-колледжа и стадион Лексингтон — домашний стадион футбольного клуба Лексингтон, выступающего в третьем дивизионе профессиональной футбольной лиги один ЮСЛ.